# Martina Bacigalupo
Martina Bacigalupo est une photojournaliste italienne née à Gênes en 1978.
Basée au Burundi pendant dix ans, elle a photographié avec pudeur les séquelles des guerres et de la pauvreté dans la région des grands lacs.
Depuis 2018, elle vit et travaille principalement à Paris. Elle est cheffe de la photo dans les revues XXI et 6Mois et membre de l’agence Vu,.

## Biographie
Martina Bacigalupo est née à Gênes, en 1978, fille d’une restauratrice de tableaux du Quattrocento et d’un hématologue. Elle étudie la photographie en Angleterre au London College of Printing puis travaille comme assistante de la photographe Giorgia Fioro à Paris.
En 2007, elle part trois mois au Burundi en tant que volontaire, photographe pour les Nations Unies. Elle reste dix ans à Bujumbura, poursuivant son travail de photojournaliste dans la région des grands lacs. Elle collabore avec plusieurs ONG internationales implantées localement telles que Human Rights Watch, Handicap International et Care. Elle photographie les femmes atteintes de fistule à la sortie de la maternité, les homosexuels persécutés, les réfugiés d’Afrique de l’Est, en République démocratique du Congo et au Kenya.
Elle rejoint l’agence Vu en avril 2010 et remporte en septembre le Prix Canon de la femme photojournaliste du festival Visa pour l’image. L’année suivante elle y expose Mon Nom est Filda Adoch, le portrait en noir et blanc de Filda, une femme Ougandaise de 53 ans particulièrement marquée par la guerre. L’exposition est le résultat d’un travail réalisé à quatre mains, les légendes étant rédigées par Filda Adoch elle-même.
En 2012, elle remporte la Bourse FNAC d'aide à la création et part au Viêt Nam photographier les enfants atteints par des malformations congénitales causées par le manque de soin pendant la grossesse ou l’accouchement.
En 2013, elle publie Gulu Real Art Studio chez Steidl Verlag, un livre dans lequel elle rassemble une série de portraits trouvés dans la poubelle du plus ancien studio photographique de Gulu, dans le nord de l'Ouganda. Pour réaliser des photos d’identité, le photographe prend des photos analogiques, coupe les visages qui sont donnés ensuite aux clients et jette le reste. C’est ces restes que Martina Bacigalupo récolte et met dans son livre. Sa série a été exposée au Walther Collection Project Space à New York en 2013, à Paris Photo, Unseen Fair et aux Rencontres d'Arles 2014 ainsi qu’à la Triennale de Milan en 2016.
En 2018, elle devient cheffe photo des revues XXI et 6 mois.
Ses photos ont été publiées dans de nombreux magazines et journaux internationaux, dont The New York Times, The Sunday Times, M, le magazine du Monde, Internazionale, Elle, Esquire ou Jeune Afrique.

### Récompenses
- 2010 : Lauréate du Prix Canon de la femme photojournaliste du festival Visa pour l’image[9]
- 2012 : Bourse FNAC d'aide à la création pour son sujet Les enfants du Plateau

### Expositions majeures
- 2010 : Je m’appelle Filda Adoch, festival Visa pour l’image, Perpignan[10]
- 2012 : Être femme dans les pays du sud, Galerie photo Fnac Ternes, Paris[11]
- 2013 : Gulu Real Art Studio, The Walther Collection Project Space, New York[12]
- 2015 : Regard de femme, De Diane Arbus à Letizia Battaglia, La Passion et le courage, Venise

### Publications
- I'm showing you how big the sky is, L'Artiere, Bologna (2024)  (ISBN 979-1-28097-811-0)
- Gulu Real Art Studio, Steidl / The Walther Collection (2013)  (ISBN 978-3-86930-696-4)
- Fiore del Mio Pericolo, Maschietto Editore (2009)